# Santa (Ilocos Sur)
Santa is een gemeente in de Filipijnse provincie Ilocos Sur op het eiland Luzon. Bij de laatste census in 2010 telde de gemeente ruim 15 duizend inwoners.

## Geografie

### Bestuurlijke indeling
Santa is onderverdeeld in de volgende 26 barangays:
| - Ampandula - Banaoang - Basug - Bucalag - Cabangaran - Calungboyan - Casiber - Dammay - Labut Norte - Labut Sur - Mabilbila Norte - Mabilbila Sur - Magsaysay District | - Manueva - Marcos - Nagpanaoan - Namalangan - Oribi - Pasungol - Quezon - Quirino - Rancho - Rizal - Sacuyya Norte - Sacuyya Sur - Tabucolan |

## Demografie
Santa had bij de census van 2010 een inwoneraantal van 15.106 mensen. Dit waren 1.047 mensen (7,4%) meer dan bij de vorige census van 2007. Ten opzichte van de census van 2000 was het aantal inwoners gegroeid met 1.188 mensen (8,5%). De gemiddelde jaarlijkse groei in die periode kwam daarmee uit op 0,82%, hetgeen lager was dan het landelijk jaarlijks gemiddelde over deze periode (1,90%).

De bevolkingsdichtheid van Santa was ten tijde van de laatste census, met 15.106 inwoners op 109,1 km², 138,5 mensen per km².

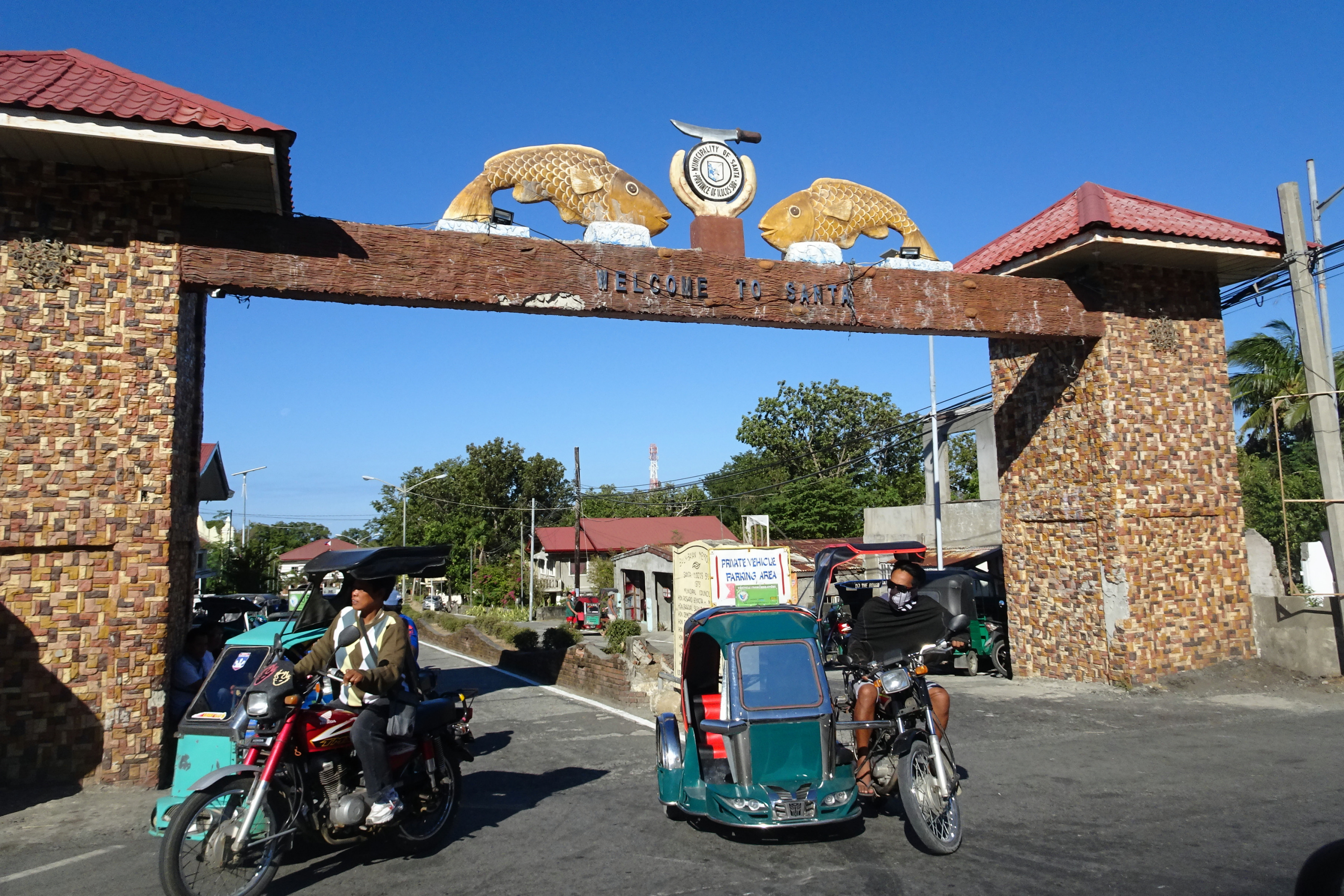
Welkom boog

## Geboren in Santa
- Gabriela Silang (19 maart 1731), rebellenleidster (overleden 1763);